# 대진사

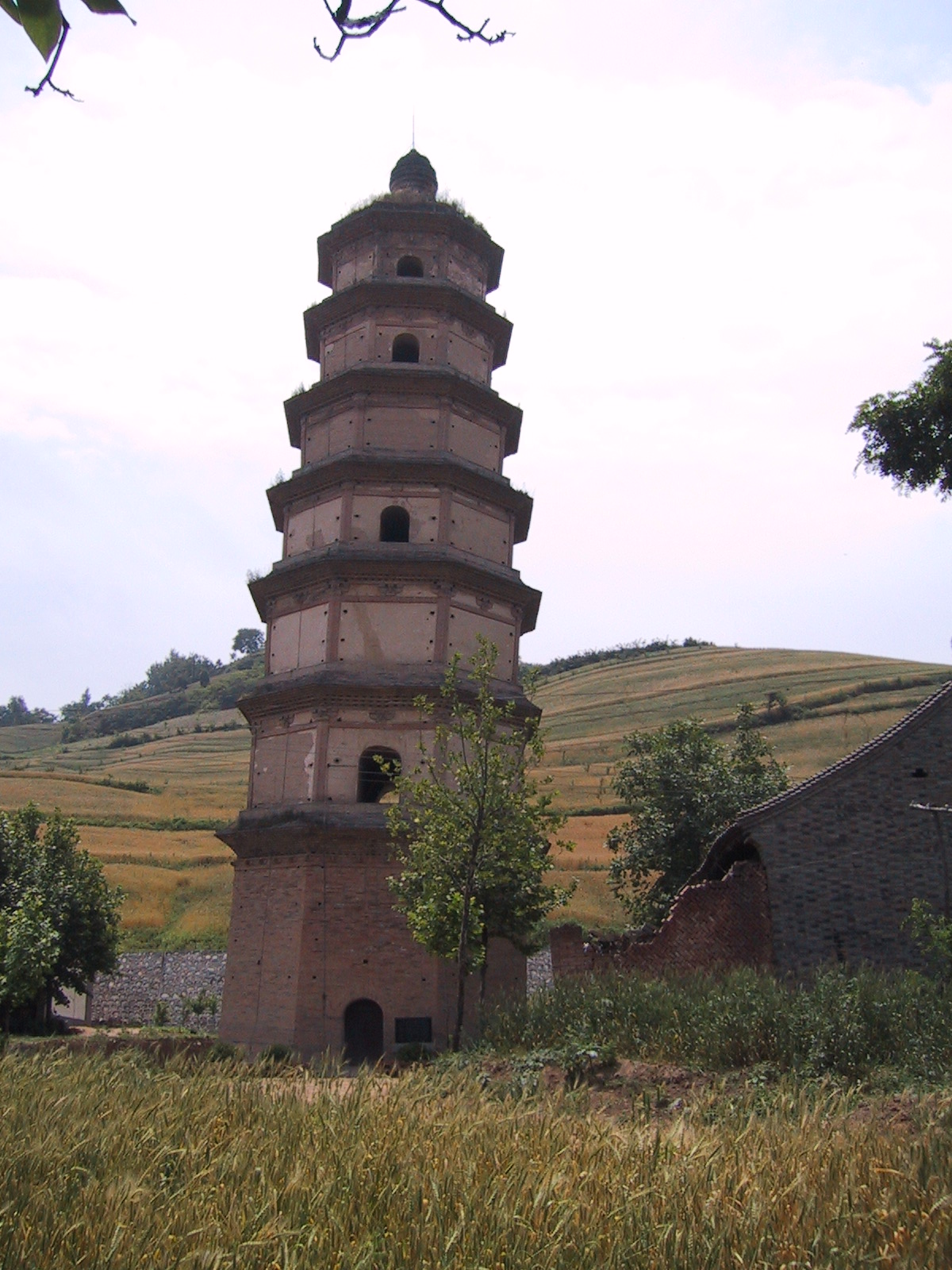
대진탑(大秦塔)

대진사(大秦寺)는 중국에 전래된 경교(중국에 전해진 네스토리우스파 기독교)의 사원(교회)의 일반적 명칭이다. 당(唐) 왕조의 시대에 장안(長安)에 존재했던 대진사가 유명하다.

## 내력
당 태종(太宗) 정관(貞観) 9년(635년), 네스토리우스파 선교단이 장안에 도착한 것에서 비롯되었다. 이 때 당 태종의 명으로 재상 방현령(房玄齢)이 선교단의 단장 아라본(阿羅本, 영어로는 Alopen이라고 표기)을 맞이하였다(《당회요》). 아라본이 아시리아 동방교회의 명으로 방문했음을 알리고(대진경교유행중국비) 재상급 영접을 받았음을 감안하면 적어도 그 이전에 당 조정과 관련있는 자가 이미 장안에서 활동했을 가능성이 크다.
3년 뒤인 정관 12년(638년)에 경교는 당 조정의 공인 및 자금 지원을 받으며 장안에 사원을 지었는데 당시에는 파사사(波斯寺, 또는 파사경사波斯経寺로, 파사는 페르시아라는 뜻)라 불렸으며, 「대진사」라는 이름은 쓰이지 않았다. 고종(高宗)대(649년~684년), 아라본은 「진국대법주」(鎭國大法主)에 봉해졌고, 황제의 조칙으로 각지에 경사(景寺)라 불리는 사원을 세우며 네스토리우스파 기독교는 교세를 넓혀 나갔다. 다만 698년에 측천무후가 불교를 중시하면서 일시 쇠퇴하기도 했다.
현종(玄宗)조(712년~756년)에는 영왕(寧王) 헌(李憲) 등 다섯 왕이 파사사를 참배하는 등 비호를 받았다. 현종 천보 원년(742년), 대장군(大将軍)이었던 환관 고력사(高力士)가 방문해 선대 다섯 황제의 어진을 파사사에 안치하기도 하고, 또한 견(絹) 1백 필을 주어 제사에 보태도록 했다고 한다.
천보 4년(745년)에 대진국(동로마 제국)의 고승 길화(佶和)가 장안을 방문하였다. 같은 해 교단의 이름을 「파사경교」(波斯經敎), 또는 「파사교」(波斯敎)에서 「대진경교」로 바꾸며 사원의 이름도 「파사사」에서 「대진사」로 바뀌었다. 이로서 기독교가 대진국(즉 로마 제국)에서 생겨난 종교임을 당 조정이 인지하고 있었음을 알 수 있다.
대진사의 이름이 공식 문서에 등장하는 것은 745년 개칭 이후의 일이지만, 그 이전에 필사된 것으로 보이는 《대진경교선원지본경》(大秦景教宣元至本経)에도 대진사(大秦寺)라는 이름이 사용되고 있는 것으로 보아 그 이전에도 비공식적으로 쓰였을 가능성도 있다. 또한 경교는 구세주(Missiah)교라고도 불리며 彌尸訶、彌施訶、彌失訶 등으로도 표기되었다.。
당대 경교 사원은 마니교(명교)나 조로아스터교(천교 · 배화교)의 사원들과 함께 삼이사(三夷寺)라 불렸다. 대종(代宗)조(762년~779년)에도 비호를 받으며 덕종(徳宗) 건중(建中) 2년(781년)에 대진경교유행중국비가 세워지기도 했다.

## 당 무종에 의한 탄압
회창(会昌) 5년(845년), 무종(武宗)은 도교(道教)를 보호하는 한편 교단이 비대화해져 가고 있던 불교나 경교, 마니교, 천교 등의 외래 종교에 대해 탄압하기 시작했다(회창의 폐불). 사원 4,600여 곳, 초제(招提)・난야(蘭若) 40,000여 곳이 폐지되고, 환속된 승려는 260,500인에 달했다. 몰수된 사전(寺田)은 수천만 경에 달했고 절의 노비는 백성으로 펀입되어 그 수가 150,000인이었다.. 대진경교유행중국비도 땅에 묻혔다.

### 탄압 배경
회창 폐불의 배경으로는 808년부터 849년까지 당 조정에서 벌어진 우(牛) · 이(李) 당쟁이나 당시 탈세 목적으로 승적에 이름을 올리는 사람이 늘어나 이들 승려를 환속시켜 세원을 늘림으로써 재정 개선을 노렸다고도 한다. 그 밖에 주변의 여러 국가와의 관계에서도 몽골고원의 위구르, 티베트의 토번 등의 분열과 같은 대외 세력의 동요도 탄압의 원인이 되었다고 여겨지고 있다.
회창 폐불 5년 전인 840년에는 위구르 칸국의 내분으로 위구르 칸국의 재상 구록막하(句録莫賀)가 키르기스(黠戛斯) 10만 기의 힘을 빌려 위구르 칸국에 침공해, 제13대 카간 압삽특륵(㕎馺特勒, 재위 : 839년840년)를 시해하여 위구르는 무너지고 있다. 키르기스 카간 아열은 이후에도 위구르 잔당 토벌을 계속해 848년에는 위구르의 나머지는 괴멸하였다..

### 그 뒤
무종은 폐불 이듬해인 회창 6년(846년)에 33세로 붕어하고, 탄압정책도 중지되었다. 그러나 회창 폐불로 중국 본토에서의 경교는 그야말로 쇠퇴하였고, 대진사도 다시 세워지지 못했다.
그러나 중원의 주변지역에서는 신앙이 계속 유지되어, 케레이트나 위구르 등의 몽골고원이나 중앙 아시아에서는 신자가 존재했다. 몽골고원의 부족들을 통일하고 중원마저 차지한 원(元) 왕조 시대에는 중국 내에서도 다시 신자가 생겨났고 화남(華南) 항만도시에서는 경교 교회가 세워지기도 했다. 다만 원대 네스토리우스파 기독교는 경교가 아닌 야리가온교(也利果温教)라 불렸고, 당대와는 달리 한역(漢譯) 경전이 발견되지 않는다는 점에서 한족에까지 보급된 것은 아니었다고 볼 수 있다. 이후 원 왕조의 몰락, 몽골족 내부의 이슬람교・티베트 불교의 보급과 함께 동아시아에서의 네스토리우스파 신앙은 쇠약해져, 명대(明代)인 1623년(또는 1625년)에 이르러 묻혀있었던「대진경교유행중국비」가 발견될 때까지 중국인들에게 잊혀지고 말았다.

## 같이 보기
- 아시리아 동방교회